# Балласт-Айленд (Сиэтл)
Балласт-Айленд — небольшой искусственный остров, располагавшийся на набережной Сиэтла в конце 1800-х годов. Частый незаконный сброс балласта привёл к тому, что в порту Сиэтла был выделен особый район, где сброс был разрешён. Поднявшись над поверхностью около 1880 года, он быстро разросся после строительства дополнительных доков в 1881 году, которые в основном окружили остров. Он стал местом стоянки и убежища для рабочих-мигрантов из числа коренных американцев со всего побережья Северной части Тихого океана, многие из которых работали сезонными сборщиками хмеля. Позднее к ним присоединились беженцы из числа коренного населения города — дувамиши, после того как белые вигиланты разрушили их деревню в Западном Сиэтле. Кроме того, он стал своеобразным маяком для туристов, желающих увидеть лагеря коренных народов.
Хотя к лагерям на острове относились более терпимо, чем в других районах города, местная пресса все чаще рассматривала местных рабочих как скваттеров. Полицейское управление Сиэтла неоднократно пыталось выселить жителей острова в 1890-х годах, однако им удавалось очистить остров лишь на ограниченные периоды времени. Расширение доков, дорог и складов положило конец проживанию коренных жителей на острове в 1898 году. В конце концов, в 1900-х годах остров был засыпан насыпью во время расширения железной дороги, и большая часть бывшего острова теперь находится на глубине нескольких метров под различными современными постройками, включая Аляскинскую дорогу . Бурение туннеля SR 99 вызвало опасения, что территория острова будет нарушена, хотя поздние государственные археологические исследования подтвердили, что остров не пострадал от проекта. В 2021 году он был внесён в Национальный реестр исторических мест.

## Формирование
На протяжении большей части XIX века торговые суда, прибывавшие в Сиэтл, швартовались вдоль побережья залива Эллиотт и сбрасывали при этом свой балласт, часто камни или кирпичи, вдоль залива перед погрузкой груза. Первоначально запрещённая, выгрузка балласта привела к выделению для сброса морского участка к югу от пристани Йеслер. Некоторые источники описывают решение разместить балластную свалку рядом с пристанью Йеслера как попытку защитить пристань от корабельных червей. Начиная с лесопилки Генри Йеслера в 1854 году, прибрежные компании также начали сбрасывать отходы в воду, используя накопленный мусор для рекультивации земель .

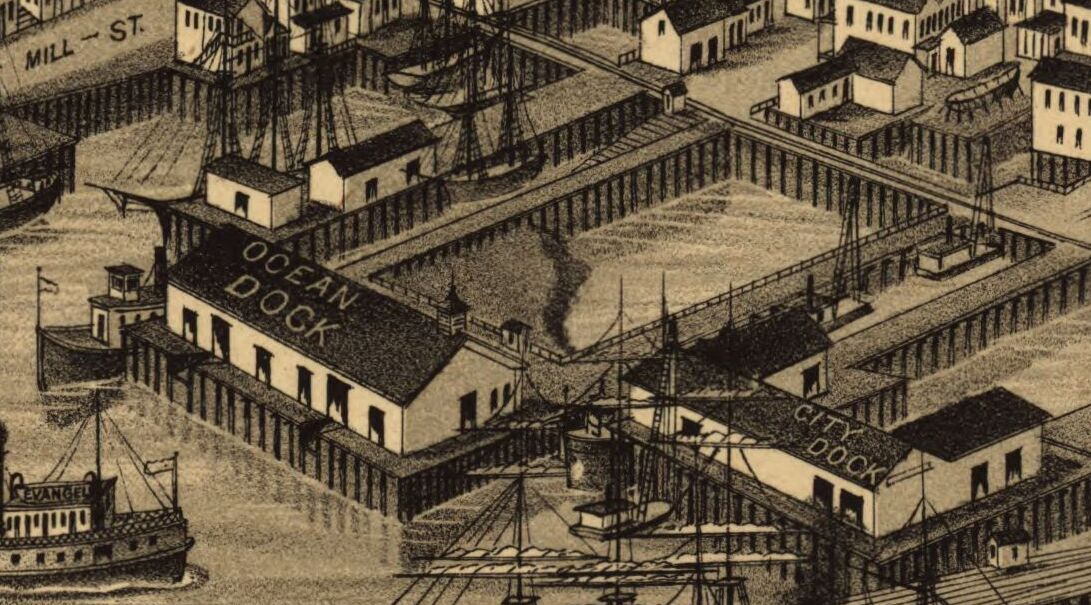
Балласт-Айленд, изображенный на карте Сиэтла 1884 года, показан окруженным доками

Груда балласта начала подниматься над поверхностью ок. 1880, образовав искусственный остров, названный Балласт-Айленд. Строительство компанией Oregon Improvement Company двух больших доков вблизи этого места значительно ускорило этот процесс, поскольку докеры сбросили сотни тонн балласта в воду. Разрастающийся остров балласта был в значительной степени окружён доками и добраться до него можно было только на каноэ, причём посетители пробирались между опорами дока.
Балластный материал, из которого состоял остров, включал в себя различные формы перевезённых горных пород, такие как песчаниковые булыжники, кирпичи, шлак, сланец и гранит. На острове в основном встречаются частицы в виде камней, размер которых варьируется от песка до крупных валунов. Более рыхлый материал, такой как песок, грязь и опилки, был навален на вершину острова. Поверхность достигала нескольких футов над ватерлинией Телеграф-Хилл, Сан-Франциско стал постоянным источником балласта для судов, направлявшихся в Сиэтл, из-за интенсивной торговли между Сиэтлом и Сан-Франциско в тот период  В своей истории Сиэтла 1936 года, Дж. Уиллис Сэйр описал источники балласта, включая Вальпараисо, Сидней, Бостон и Ливерпуль. Это описание, хотя его невозможно проверить, стало часто цитироваться в более поздних историях города.

## Наследие

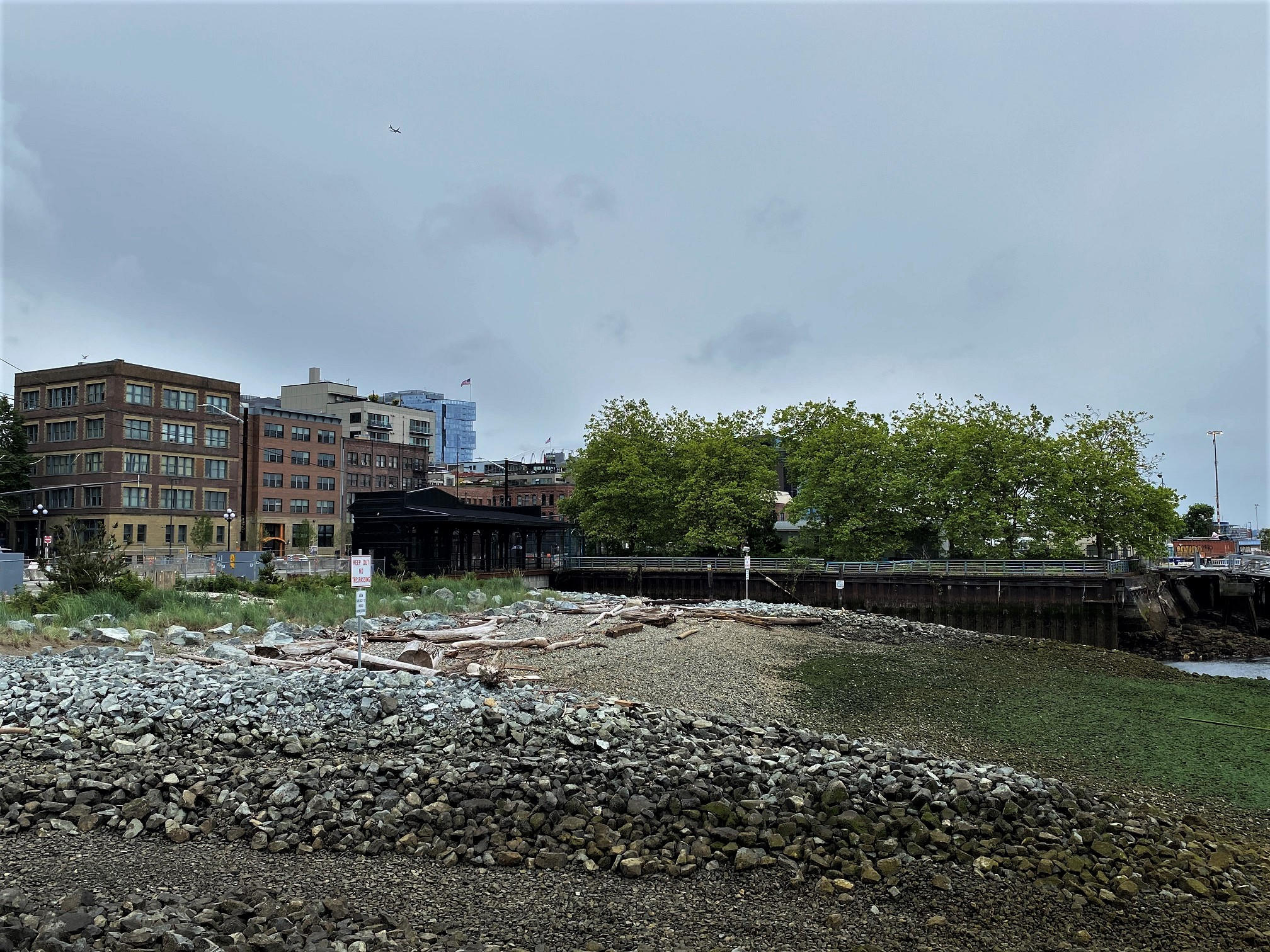
Балласт-Айленд теперь находится вдали от недавно созданного пляжа Хабитат, вид на юго-восток от дока Колман.

Балласт-Айленд был включён в Национальный реестр исторических мест 27 января 2021 года. 
Мемориальная доска, увековечивающая память об острове, находится на лодочной пристани на Вашингтон-стрит, в перголе, расположенной рядом с бывшим местом расположения острова.  В ноябре 2023 года на недавно открытом пляже Pioneer Square Habitat Beach, являющемся частью парка Waterfront Park, было установлено произведение искусства, посвящённое присутствию дувамишей на Балласт-Айленд. Описанная Управлением набережной как «опыт интерпретационного осмотра», работа состоит из четырех каменных колонн, возведенных в партнерстве между Департаментом транспорта штата Вашингтон и различными местными племенными объединениями. 